# Peratovci
Peratovci är en ort i Bosnien och Hercegovina.   Den ligger i entiteten Federationen Bosnien och Hercegovina, i den centrala delen av landet, 100 km nordväst om huvudstaden Sarajevo. Peratovci ligger 590 meter över havet och antalet invånare är 336.
Terrängen runt Peratovci är kuperad åt nordväst, men åt sydost är den bergig. Närmaste större samhälle är Jajce, 2,6 km söder om Peratovci. 
Omgivningarna runt Peratovci är en mosaik av jordbruksmark och naturlig växtlighet. Runt Peratovci är det ganska tätbefolkat, med 93 invånare per kvadratkilometer.